# Новое еврейское кладбище (Мюнхен)
Новое еврейское кладбище (нем. Neuer Israelitischer Friedhof) — еврейское кладбище, находящееся в Мюнхене (Германия), в районе Швабинг.

## История
После того, как в 1880-х годах стало очевидно, что вместимость Старого еврейского кладбища больше не достаточна, новое еврейское кладбище было запланировано Гансом Грэсселем в 1904 году и открыто в 1908 году после закрытия старого.
Во время правления национал-социалистов протестантская супружеская пара Карл и Катарина Шоргхофер управляли кладбищем и жили там со своими детьми. Семья скрывала не только надгробия и культовые предметы от властей, но и семьи евреев. Двое из них были обнаружены и депортированы, остальные пятеро смогли скрыться. Один из сбежавших был позже снова спрятан Шорггоферами, на этот раз до конца войны. Супруги Шёргхоферы и их дети были удостоены чести за их приверженность Праведникам народов мира.
После многих лет пренебрежения к захоронениям и использования территории кладбища для выращивания овощей оно было отремонтировано в конце 1940-х годов, а затем ещё раз в 1989 году.

## Описание
Кладбище площадью более пяти гектаров оформлено в стиле лесного кладбища. Оно окружено стеной высотой около 2,5 метров. У входа с востока — квадратная сторожка, дальше на запад — похоронный зал и морг. Кладбище рассчитано примерно на 10 000 могил, в настоящее время есть около 7500. На кладбище расположены два мемориала. Один — увековечивает память жертв преследований во время национал-социалистической диктатуры с 1933 по 1945 год, а другой — память жертв Первой мировой войны.

## Известные личности, похороненные на кладбище
- Густав Ландауэр (нем. Gustav Landauer; 7 апреля 1870 — 2 мая 1919) — немецкий философ и писатель, анархо-индивидуалист, социалист.
- Курт Ландауэр (нем. Kurt Landauer; 28 июля 1884 — 21 декабря 1961) — немецкий футбольный функционер, президент мюнхенской «Баварии».
- Евгений Левине (нем. Eugen Leviné, 23 мая 1883 — 6 июня 1919) — немецкий коммунист, лидер Баварской Советской республики.
- Макс Маннхаймер (6 февраля 1920 — 23 сентября 2016) — немецкий общественный деятель, мемуарист и художник.
- Аби Офарим (5 октября 1937 — 4 мая 2018) — израильский танцовщик и музыкант, музыкальный менеджер, аранжировщик.
- Аркадий Хайт (25 декабря 1938 — 22 февраля 2000) — советский и российский писатель-сатирик, драматург и сценарист.